# Grecia la Concursul Muzical Eurovision Junior
Grecia a debutat la Concursul Muzical Eurovision Junior în anul 2003.

## Rezultate
| An   | Gazda       | Artist               | Titlu                                          | Poziție | Puncte |
| ---- | ----------- | -------------------- | ---------------------------------------------- | ------- | ------ |
| 2003 | Copenhaga   | Nicolas Ganopoulos   | "Fili gia panta" (Φίλοι για πάντα)             | 8       | 53     |
| 2004 | Lillehammer | Secret Band          | "O palios mou eaftos" (Ο παλιός μου εαυτός)    | 9       | 48     |
| 2005 | Hasselt     | Alexandros and Kalli | "Tora ine i sira mas" (Tώρα είναι η σειρά μας) | 6       | 88     |
| 2006 | București   | Chloe Sofia Boleti   | "Den peirazei" (Δεν πειράζει)                  | 13      | 35     |
| 2007 | Rotterdam   | Made In Greece       | "Kapou mperdeftika" (Κάποu μπερδεύτηκα)        | 17      | 14     |
| 2008 | Limassol    | Niki Yannouchu       | "Kapoia nychta" (Κάποια νύχτα)                 | 14      | 19     |

## Istoria voturilor (2003-2008)
Grecia a dat cele mai multe puncte pentru ...
| Poziție | Țară      | Puncte |
| ------- | --------- | ------ |
| 1       | Cipru     | 60     |
| 2       | Spania    | 35     |
| 3       | Belarus   | 33     |
| =       | România   | 33     |
| 4       | Rusia     | 22     |
| 5       | Danemarca | 20     |

Grecia a primit cele mai multe puncte de la ...
| Poziție | Țară         | Puncte |
| ------- | ------------ | ------ |
| 1       | Cipru        | 57     |
| 2       | Croația      | 22     |
| 3       | Regatul Unit | 18     |
| =       | România      | 18     |
| 4       | Belgia       | 13     |
| 5       | Malta        | 12     |